# Anastatus pseudocreobotrae
Anastatus pseudocreobotrae är en stekelart som beskrevs av Jean Risbec 1951. Anastatus pseudocreobotrae ingår i släktet Anastatus och familjen hoppglanssteklar. Inga underarter finns listade i Catalogue of Life.